# Rose des saules
Rabdophaga rosaria
Espèce
Synonymes
- Cecidomyia rosaria Loew, 1850 (basionyme)[1],[2]
- Rhabdophaga rosaria (H.Loew, 1850)[1],[2]
- Dasineura rosaria (Loew, 1850)[1]

La Rose des saules est une galle initiée par Rabdophaga rosaria , une espèce d'insectes de l'ordre des diptères nématocères et de la famille des Cecidomyiidae. Cette cécidie en forme de rosette est produite à l'extrémité des rameaux des Saules sur l'ensemble de l'écozone holarctique. D'autres espèces de Cécidomyies logent à ses côtés à l'instar de Rabdophaga strobilina qui la déforme en un artichaut dense.

## Description

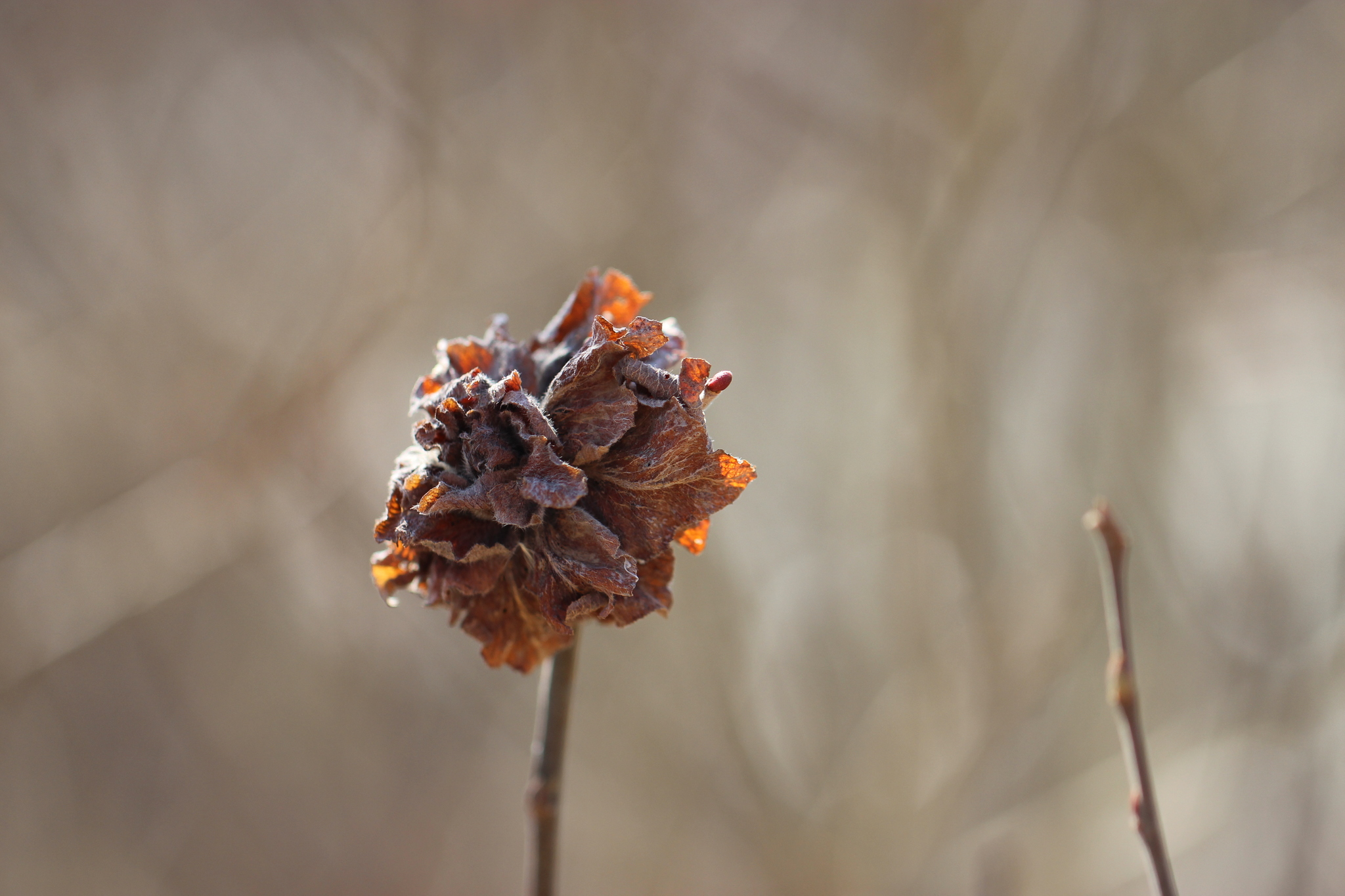
Galle de Rhabdophaga rosaria en hiver (Russie).

La Rose des saules se compose de trente à soixante feuilles raccourcies et ramassées en rosette. La ponte de Rhabdophaga rosaria entraîne une interaction chimique qui arrête la croissance longitudinale des pousses de Saules infectées, les feuilles continuant cependant à se développer et ainsi la "rose" caractéristique se forme à l'extrémité de la pousse affectée. Son diamètre dépend de l'espèce sur laquelle elle pousse : elle mesure par exemple 8 cm de haut sur Salix caprea et 3 cm sur Salix alba. Chaque rosette contient une seule loge comportant une seule larve rose orangé où elle se pupose et hiverne,,,. 
Son développement débute à la fin du printemps pour atteindre sa pleine maturité à la fin de l'été ou au début de l'automne, alors que les feuilles sont encore vertes. La galle devient brune et reste sur l'arbre durant l'hiver jusqu'à ce qu'elle soit évacuée par une nouvelle croissance des bourgeons au printemps suivant. Elle peut parfois persister au delà,,,.

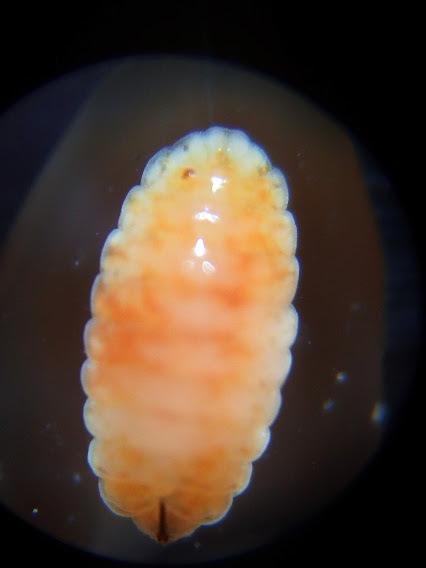
Larve de R. rosaria.
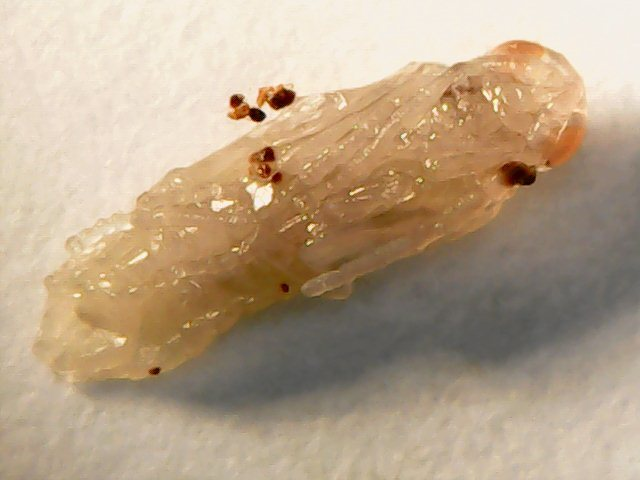
Nymphe de R. rosaria.
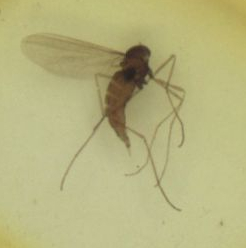
Imago femelle de R. strobilina.

## Impact parasitaire
Les Saules sont extrêmement sensibles à l'induction de galles et à la manipulation de leur croissance par les insectes cécidogènes. Avec les Chênes, il s'agit du genre comprenant le plus grand nombre d'espèces de galles associées connues. La Rose des Saules a un spectre parasitaire très large englobant la quasi-totalité des espèces européennes : elle est référencée sur le Saule blanc, le Saule fragile, le Saule marsault et le Saule pourpre ainsi que le Saule à oreillettes et le Saule cendré, mais également sur Salix appendiculata, S. babylonica, S. elaeagnos, S. excelsa, S. hastata, S. lanata, S. myrsinifolia, S. pedicellata, S. repens et sa sous-espèce rosmarinifolia, S. silesiaca, S. triandra, S. viminalis.

## Autres espèces associées

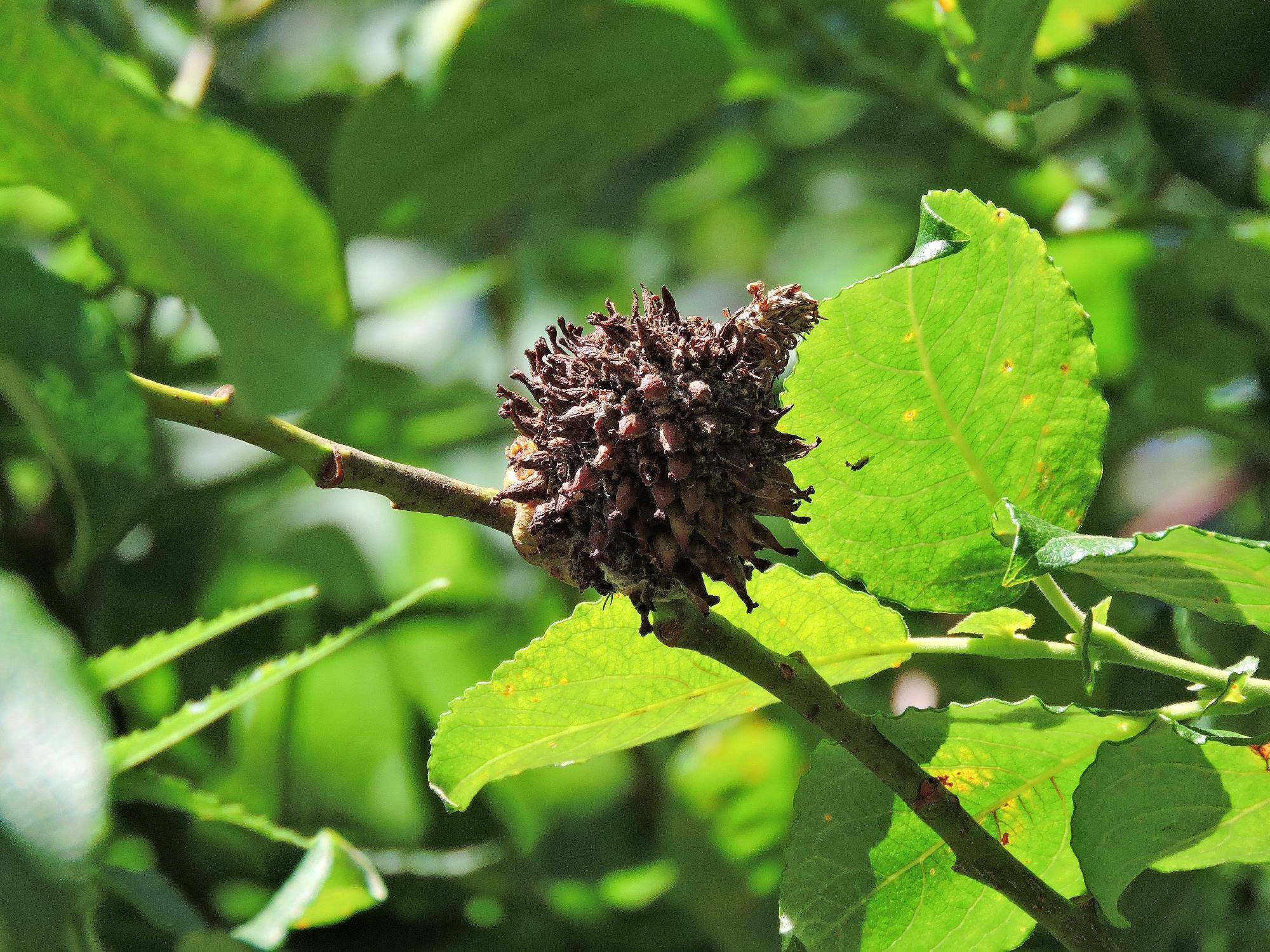
Rose des saules déformée par Rabdophaga strobilina (Merseyside, Angleterre)

La Rose des Saules est initiée par R. rosaria, mais d'autres espèces d'arthropodes peuvent vivre en association inquiline au sein même de la galle. Il s'agit notamment de Rabdophaga strobilina qui est étroitement apparentée, et dont les larves peuvent modifier, lorsqu'elles sont nombreuses, la rosette initiale jusqu'à ce qu'elle devienne un cône dense en artichaut de 30 à 40 mm de long.  Ses larves rouges sont chacune logées dans des cavités individuelles, situées autour de la chambre centrale contenant la larve de R. rosaria. Elle a été exclusivement répertoriée sur Salix purpurea,,,,,
Ce n'est pas la seule Cécidomyie à partager cette galle : la larve jaune rougeâtre de Macrolabis saliceti est également inquiline de R. rosaria sur Salix fragilis, S. glauca et S. purpurea, comme la larve rouge de Rabdophaga schreiteri sur S. repens subsp. rosmarinifola. Enfin, l'Acarien Eriophyes marginatus s'invite également pour faire ménage à trois,.

## Distribution
La Rose des saules se rencontre assez fréquemment sur l'ensemble de l'écozone néarctique, c'est-à-dire en Amérique du Nord, et de l'écozone paléarctique, c'est-à-dire en Europe, en Afrique du Nord et en Asie,,.

## Systématique
Suivant les sources, Rabdophaga rosaria est soit considérée comme un complexe d'espèces cryptiques, chacune étant strictement inféodée à une ou quelques espèces de Saules, soit, au contraire, considérée comme une seule et même espèce généraliste.
Une étude phylogénétique de 2020 a analysé l'ADN mitochondrial extrait de larves de différents spécimens de Rabdophaga qui induisent des galles en rosette sur « Salix » dans la région holarctique. Elle a montré que R. rosaria pourrait être divisée en 2 clades et 2 sous-clades. Le premier comprend les galles produites sur Salix du groupe cinerea (section Cinerella, sous-genre Vetrix) en Géorgie et au Royaume-Uni, le sous-clade 2A qui contient les populations issues de Salix alba (section Salix, sous-genre Salix) aux Pays-Bas et au Royaume-Uni et le sous-clade 2B qui comporte les populations de la section Helix en Pologne, Phylicifoliae en Alaska et Salix dans la région du Paléarctique oriental.